# Sam & Me
Sam & Me è un film del 1991 diretto da Deepa Mehta, vincitore della Menzione speciale per la miglior opera prima al 44º Festival di Cannes.